# Arkustangensintegral
Das Arkustangensintegral ist eine nicht elementare Funktion in der Mathematik. Diese Funktion ist die durch den Ursprung verlaufende Stammfunktion des Produkts von der Arkustangensfunktion und der Kehrwertfunktion.

## Definition

Graph vom Arkustangensintegral Ti₂(x)

Das Arkustangensintegral ist folgendermaßen definiert:
{\displaystyle \operatorname {Ti} _{2}(x)=\int _{0}^{1}{\frac {1}{y}}\arctan(xy)\,\mathrm {d} y=\int _{0}^{x}{\frac {1}{t}}\arctan(t)\,\mathrm {d} t}
Alternativ kann das Arkustangensintegral mit der Lerchschen Transzendente definiert werden:
{\displaystyle \operatorname {Ti} _{2}(x)={\tfrac {1}{4}}x\,\Phi (-x^{2},2,{\tfrac {1}{2}})}
Somit ist das Arkustangensintegral das imaginäre Gegenstück zur Legendreschen Chi-2-Funktion:
{\displaystyle \operatorname {Ti} _{2}(x)=-i\chi _{2}(ix)}
Folglich zählt das Arkustangensintegral zu den Polylogarithmen.

## Spezielle Werte
Der Funktionswert Ti₂(1) ist die Catalansche Konstante, die unendliche alternierende Differenz der Kehrwerte von den ungeraden Quadratzahlen:
{\displaystyle \operatorname {Ti} _{2}(1)=G}
Die Funktionswerte Ti₂(2-√3) und Ti₂(2+√3) sind ebenso mit der Catalanschen Konstante und den elementaren Funktionen darstellbar:
{\displaystyle \operatorname {Ti} _{2}(2-{\sqrt {3}})={\tfrac {2}{3}}G-{\tfrac {1}{12}}\pi \operatorname {arcosh} (2)}
{\displaystyle \operatorname {Ti} _{2}(2+{\sqrt {3}})={\tfrac {2}{3}}G+{\tfrac {5}{12}}\pi \operatorname {arcosh} (2)}
Außerdem ergeben folgende Summen elementare Werte:
{\displaystyle 6\operatorname {Ti} _{2}(1)-4\operatorname {Ti} _{2}({\tfrac {1}{2}})-2\operatorname {Ti} _{2}({\tfrac {1}{3}})-\operatorname {Ti} _{2}({\tfrac {3}{4}})=\pi \ln(2)}
{\displaystyle 6\operatorname {Ti} _{2}[\tan({\tfrac {5}{24}}\pi )]-4\operatorname {Ti} _{2}[\tan({\tfrac {1}{8}}\pi )]-6\operatorname {Ti} _{2}[\tan({\tfrac {1}{24}}\pi )]=\pi \ln[\tan({\tfrac {5}{24}}\pi )\tan({\tfrac {3}{8}}\pi )]}

## Funktionalgleichungen
Folgende Funktionalgleichungen des Arkustangensintegrals sind für alle reellen x-Werte gültig:
{\displaystyle \operatorname {Ti} _{2}({\sqrt {x^{2}+1}}+x)-\operatorname {Ti} _{2}({\sqrt {x^{2}+1}}-x)={\tfrac {1}{2}}\pi \operatorname {arsinh} (x)}
{\displaystyle \operatorname {Ti} _{2}(x)-3\operatorname {Ti} _{2}\{\tan[{\tfrac {1}{3}}\arctan(x)]\}+3\operatorname {Ti} _{2}\{\tan[{\tfrac {1}{6}}\pi +{\tfrac {1}{3}}\arctan(x)]\}-3\operatorname {Ti} _{2}\{\tan[{\tfrac {1}{6}}\pi -{\tfrac {1}{3}}\arctan(x)]\}=}
{\displaystyle ={\tfrac {1}{2}}\pi \ln\{\tan[{\tfrac {1}{6}}\pi +{\tfrac {1}{3}}\arctan(x)]\tan[{\tfrac {1}{3}}\pi +{\tfrac {1}{3}}\arctan(x)]\}}

## Ableitungen
Folgende Funktionen haben folgende Ableitungen:
{\displaystyle {\frac {\mathrm {d} }{\mathrm {d} x}}\operatorname {Ti} _{2}(x)={\frac {\arctan(x)}{x}}}
{\displaystyle {\frac {\mathrm {d} }{\mathrm {d} x}}2\operatorname {Ti} _{2}\left({\frac {x}{{\sqrt {x^{2}+1}}+1}}\right)={\frac {\arctan(x)}{x{\sqrt {x^{2}+1}}}}}
{\displaystyle {\frac {\mathrm {d} }{\mathrm {d} x}}\operatorname {Ti} _{2}({\sqrt {x^{2}+1}}+x)+\operatorname {Ti} _{2}({\sqrt {x^{2}+1}}-x)={\frac {\arctan(x)}{\sqrt {x^{2}+1}}}}
{\displaystyle {\frac {\mathrm {d} }{\mathrm {d} x}}2\operatorname {Ti} _{2}\left({\frac {x}{1+{\sqrt {1-x^{2}}}}}\right)={\frac {\arcsin(x)}{x{\sqrt {1-x^{2}}}}}}
{\displaystyle {\frac {\mathrm {d} }{\mathrm {d} x}}\operatorname {Ti} _{2}\left({\frac {x}{\sqrt {1-x^{2}}}}\right)={\frac {\arcsin(x)}{x(1-x^{2})}}}

## Arkussinusintegral
Analog zum Arkustangensintegral ist das Arkussinusintegral wie folgt definiert:
{\displaystyle \operatorname {Si} _{2}(x)=\int _{0}^{1}{\frac {1}{y}}\arcsin(xy)\,\mathrm {d} y=\int _{0}^{x}{\frac {1}{t}}\arcsin(t)\,\mathrm {d} t}
Diese Funktion darf bezüglich ihrer Bezeichnung nicht mit dem Integralsinus verwechselt werden.
Aus dieser Definition resultiert jene Maclaurinsche Reihenentwicklung:
{\displaystyle \operatorname {Si} _{2}(x)=\sum _{k=0}^{\infty }{\binom {2k}{k}}{\frac {x^{2k+1}}{4^{k}(2k+1)^{2}}}}
Folgende Funktionswerte hat diese Funktion:
{\displaystyle \operatorname {Si} _{2}(0)=0}
{\displaystyle \operatorname {Si} _{2}(1)={\tfrac {1}{2}}\pi \ln(2)}
{\displaystyle \operatorname {Si} _{2}(-1)=-{\tfrac {1}{2}}\pi \ln(2)}
{\displaystyle \operatorname {Si} _{2}({\tfrac {1}{2}}{\sqrt {2}})={\tfrac {1}{2}}G+{\tfrac {1}{8}}\pi \ln(2)}
{\displaystyle \operatorname {Si} _{2}(-{\tfrac {1}{2}}{\sqrt {2}})=-{\tfrac {1}{2}}G-{\tfrac {1}{8}}\pi \ln(2)}
Der Wert Si₂(1) kann auf folgende Weise bewiesen werden:
{\displaystyle \operatorname {Si} _{2}(1)=\int _{0}^{1}{\frac {1}{x}}\arcsin(x)\mathrm {d} x=\int _{0}^{1}\int _{0}^{1}{\frac {{\sqrt {1-x^{2}}}\,y}{(1-x^{2}y^{2}){\sqrt {1-y^{2}}}}}\,\mathrm {d} y\,\mathrm {d} x=}
{\displaystyle =\int _{0}^{1}\int _{0}^{1}{\frac {{\sqrt {1-x^{2}}}\,y}{(1-x^{2}y^{2}){\sqrt {1-y^{2}}}}}\,\mathrm {d} x\,\mathrm {d} y=\int _{0}^{1}{\frac {\pi \,y}{2{\sqrt {1-y^{2}}}(1+{\sqrt {1-y^{2}}})}}\mathrm {d} y={\frac {\pi }{2}}\ln(2)}
Das Analogon für den Lemniskatischen Arkussinus ergibt folgenden Wert:
{\displaystyle \int _{0}^{1}{\frac {1}{x}}\operatorname {arcsl} (x)\,\mathrm {d} x={\frac {1}{8}}\pi \varpi }
Dabei stellt ϖ die Lemniskatische Konstante dar.
Zwischen Arkustangensintegral und Arkussinusintegral besteht folgender Zusammenhang:
{\displaystyle 2\,\mathrm {Ti} _{2}{\biggl (}{\frac {x}{{\sqrt {x^{2}+1}}+1}}{\biggr )}=4\,\mathrm {Si} _{2}{\biggl (}{\frac {x}{{\sqrt {2}}{\sqrt[{4}]{x^{2}+1}}{\sqrt {{\sqrt {x^{2}+1}}+1}}}}{\biggr )}-\mathrm {Si} _{2}{\biggl (}{\frac {x}{\sqrt {x^{2}+1}}}{\biggr )}}
{\displaystyle 2\,\mathrm {Ti} _{2}{\biggl (}{\frac {x}{1+{\sqrt {1-x^{2}}}}}{\biggr )}=4\,\mathrm {Si} _{2}{\bigl (}{\tfrac {1}{2}}{\sqrt {1+x}}-{\tfrac {1}{2}}{\sqrt {1-x}}{\bigr )}-\mathrm {Si} _{2}(x)}
Die Richtigkeit dieser Formeln kann durch Ableiten gezeigt werden.